# Absoluter Raum
Der absolute Raum ist das von Isaac Newton postulierte Konzept eines physikalischen Raumes, der unabhängig ist sowohl vom Beobachter als auch von den darin enthaltenen Objekten und darin stattfindenden physikalischen Vorgängen.
Mit analogen Eigenschaften postulierte Newton auch eine absolute Zeit.
Zusammen werden beide Konzepte in Albert Einsteins Relativitätstheorie durch eine dynamische Raumzeit ersetzt, in der Raum und Zeit sowohl vom Beobachter als auch von der Verteilung und Bewegung der enthaltenen Materie abhängen.
Der absolute Raum und die absolute Zeit bilden bei Newton die Grundlage der von ihm begründeten Klassischen Mechanik und in der Folge auch die der Klassischen Physik. Demnach finden alle absoluten Bewegungen relativ zum absoluten Raum statt. Newton stellt auch fest, dass die Vorgänge in einem System von Körpern in gleicher Weise ablaufen, wenn das ganze System mit allen Körpern sich geradlinig bewegt, sei es gleichförmig oder beschleunigt. Damit drückt er die Galilei-Invarianz der Gesetze der klassischen Mechanik aus, die es unmöglich macht, mit einem mechanischen Experiment eine konstante Geschwindigkeit relativ zum absoluten Raum festzustellen. Das Relativitätsprinzip, das der Relativitätstheorie zugrunde liegt, drückt aus, dass dies durch überhaupt kein Experiment feststellbar ist.
In einem Experiment (s. auch Gedankenexperiment) wird die Form der Wasseroberfläche in einem rotierenden Eimer betrachtet. Stoppt man die Bewegung des Eimers, so bleibt die Form der Wasseroberfläche erhalten. Die Bewegung des Wassers gegenüber dem absoluten Raum wird somit nachweisbar gemacht.
Auch das Foucaultsche Pendel ist ein Beispiel für einen Nachweis von Drehungen unabhängig von externen Objekten. Im rotierenden Bezugssystem der Erde wird die Bewegung des Pendels dagegen auf die Corioliskraft zurückgeführt. Foucault zeigte damit, dass sich die Erde selbst dreht und nicht der Sternenhimmel um die Erde.
Nach Ernst Mach hingegen können auch diese Trägheitskräfte die absolute Rotation nicht beweisen, sondern nur, dass eine relative Rotation gegenüber den Fixsternen oder anderen weit entfernten großen Massen erfolgt. Die Forderung, die Gesetze der Mechanik dieser Bedingung anzupassen, wurde von Einstein als Machsches Prinzip bezeichnet. Es ist in der Allgemeinen Relativitätstheorie zum Teil erfüllt.